# Our Lips Are Sealed
Our Lips Are Sealed је четврти званично објавњен сингл америчке певачице Хилари Даф. Песму је отпевала у дуету са својом сестром Хејли. Песма је обрада истоимене песме групе Go-Go's из 1981. године. Песма се појавила у филму Прича о Пепељуги и првобитно је објављена на званичном саундтреку овог филма 2004. године. Касније исте године, Хилари је објавила свој други студијски албум Hilary Duff и песму уврстила на албум као бонус на јапанском издању. Следеће године, објавила је своју прву компилацију Most Wanted, на коју је такође уврстила ову песму.

## Списак песама
1. - 02:40
2. - 02:40
3. Прича о Пепељуги трејлер